# Das Gesundheitswesen
 Das Gesundheitswesen ist eine deutschsprachige Fachzeitschrift mit den Schwerpunkten Sozialmedizin, Gesundheits-System-Forschung, Medizinischer Dienst, Public Health, Öffentlicher Gesundheitsdienst, Versorgungsforschung. Sie wird vom Georg Thieme Verlag herausgegeben.

## Herausgeber
Die Zeitschrift ist offizielles Publikationsorgan folgender Gesellschaften:
- Bundesverband der Ärztinnen und Ärzte des Öffentlichen Gesundheitsdienstes (BVÖGD)
- Deutsche Gesellschaft Public Health (DGPH)
- Deutsche Gesellschaft für Sozialmedizin und Prävention (DGSMP)
- Deutsches Netzwerk Versorgungsforschung (DNVF)
- Medizinischer Dienst Bund (MD)
- Österreichische Gesellschaft für Public Health (ÖGPH)

## Listungen
Das Gesundheitswesen ist in folgenden Literatur-Datenbanken gelistet:
- MEDLINE
- EMBASE/Excerpta Medica
- SCOPUS
- Current Contents (Social & Behavioral Sciences)
- Social Sciences Citation Index
- PSYNDEX

Aus dem Social Science Citation Index wird der Impact Factor errechnet, der im Juni 2023 bei 0,7 lag.

## Geschichte
Die Zeitschrift entwickelte sich aus der erstmals am 1. Januar 1888 im Berliner Verlag „Fischer’s med. Buchhandlung von H. Kornfeld“ erschienenen Zeitschrift für Medicinalbeamte, die 1935 vom Thieme Verlag erworben wurde. Erste Herausgeber waren Dr. Hugo Mittenzweig (gerichtlicher Stadtphysikus von Berlin), Dr. Otto Rapmund (Medizinalrat in Aurich, später Minden) und Dr. Wilhelm Sander (Direktor der Irrenanstalt Dalldorf bei Berlin).
Von 1898 bis mindestens 1922 war Rapmund alleiniger Schriftleiter der Zeitschrift.
Thieme änderte 1935 den Titel in „Der öffentliche Gesundheitsdienst (Zeitschrift des Reichsausschusses für Volksgesundheitsdienst, der Staatsakademie des Öffentlichen Gesundheitsdienstes Berlin und der Wissenschaftlichen Gesellschaft der Deutschen Ärzte des Öffentlichen Gesundheitsdienstes)“. Die letzte Ausgabe vor Kriegsende erschien im Oktober 1944. Nach dem Zweiten Weltkrieg erschien 1949/50 der 11. Jahrgang der Zeitschrift unter dem gleichen Titel mit dem Untertitel „Monatsschrift für Gesundheitsverwaltung und Sozialhygiene“ als Organ des Verbandes der Ärzte des öffentlichen Gesundheitsdienstes (ÖGD) und der Vereinigung für Gesundheitsfürsorge im Kindesalter. Sie behielt diesen Namen bis Ende 1966 und firmierte danach unter dem Titel Das öffentliche Gesundheitswesen (Monatsschrift für Präventivmedizin und Rehabilitation, für Sozialhygiene und öffentlichen Gesundheitsdienst; Organ des Bundesverbandes der Ärzte des Öffentlichen Gesundheitsdienstes; Organ des Bundesverbandes der Vertrauensärzte; Organ des Deutschen Zentralkomitees zur Bekämpfung der Tuberkulose; Organ der Deutschen Gesellschaft für Sozialpädiatrie; Organ der Deutschen Vereinigung zur Bekämpfung der Kinderlähmung). Seit 1992 führt das Journal seinen heutigen Namen.

## Schriftleiter
Schriftleiter der Zeitschrift ist seit 2008 Manfred Wildner in Nachfolge von Johann G. Gostomzyk, der diese Position seit 1989 innehatte. Dessen Vorgänger war seit 1968 Walter Steuer, der spätere Präsident des Landesgesundheitsamtes Baden-Württemberg.
Vorher waren ab 1949 für die Schriftleitung gemeinsam verantwortlich: Josef Daniels (Präsident des Bundesgesundheitsamtes BGA von 1964 bis 1969), Wilhelm Hagen (BGA-Präsident 1956 bis 1958) und Erich Schröder (von 1953 bis 1959 Ordinarius für Sozialhygiene und öffentliches Gesundheitswesen an der Freien Universität Berlin und Senatsdirektor für das Gesundheitswesen Berlin-West). Schröder war bereits 1935 einer der Schriftleiter der Zeitschrift gewesen, gemeinsam mit H. Denker, G. Friese und Franz Redeker. Redeker war unter anderem von 1933 bis 1945 in der Medizinalabteilung beim Polizeipräsidium in Berlin tätig und dort als ärztlicher Beisitzer beim Berliner Erbgesundheitsobergericht mit Fragen der Zwangssterilisation befasst gewesen. Nach dem Krieg war Redeker BGA-Präsident von 1953 bis 1956.